# Clausocalanus laticeps
Clausocalanus laticeps är en kräftdjursart som beskrevs av Farran 1929. Clausocalanus laticeps ingår i släktet Clausocalanus och familjen Clausocalanidae. Inga underarter finns listade i Catalogue of Life.